# 栄四郎瓦
栄四郎瓦株式会社（えいしろうがわら）は、愛知県碧南市に本社を置く、粘土瓦（三州瓦）を製造する企業である。2017年9月1日付で丸栄陶業株式会社から現社名へ変更した。

## 沿革
- 1801年 - 初代樅山金造、屋根瓦の製造を始める。
- 1861年 - 3代目樅山栄四郎、屋号を「丸栄」とする。
- 1965年 - 「株式会社丸栄商店」を設立。
- 1968年 - 丸栄陶業株式会社に社名変更。
- 2017年 - 栄四郎瓦株式会社に社名変更[1][2]。

## 事業所
- 本社（愛知県碧南市）
- 本社工場（愛知県碧南市）
- 衣浦工場（愛知県碧南市）
- 玉津浦工場（愛知県碧南市）
- エスパニカ工場（愛知県碧南市）
- 関東営業所（栃木県宇都宮市）
- 九州営業所（佐賀県三養基郡）
- 台湾出張所（台中市大里区）[3]